# Arrondissement de Nogent-le-Rotrou
L'arrondissement de Nogent-le-Rotrou est une division administrative française, située dans le département d'Eure-et-Loir et la région Centre-Val de Loire.

## Composition

### Cantons avant 2015
- Canton d'Authon-du-Perche
- Canton de La Loupe
- Canton de Nogent-le-Rotrou
- Canton de Thiron-Gardais

### Découpage communal depuis 2015
Depuis 2015, le nombre de communes des arrondissements varie chaque année soit du fait du redécoupage cantonal de 2014 qui a conduit à l'ajustement de périmètres de certains arrondissements, soit à la suite de la création de communes nouvelles. 
Au 1er janvier 2024, l'arrondissement groupe les 48 communes suivantes :
1. Arcisses
2. Argenvilliers
3. Les Autels-Villevillon
4. Authon-du-Perche
5. La Bazoche-Gouet
6. Beaumont-les-Autels
7. Belhomert-Guéhouville
8. Béthonvilliers
9. Champrond-en-Gâtine
10. Champrond-en-Perchet
11. Chapelle-Guillaume
12. Chapelle-Royale
13. Charbonnières
14. Chassant
15. Combres
16. Les Corvées-les-Yys
17. Coudray-au-Perche
18. La Croix-du-Perche
19. Les Étilleux
20. Fontaine-Simon
21. Frazé
22. Friaize
23. La Gaudaine
24. Happonvilliers
25. La Loupe
26. Luigny
27. Manou
28. Marolles-les-Buis
29. Meaucé
30. Miermaigne
31. Montigny-le-Chartif
32. Montireau
33. Montlandon
34. Moulhard
35. Nogent-le-Rotrou
36. Nonvilliers-Grandhoux
37. Saint-Bomer
38. Saint-Éliph
39. Saintigny
40. Saint-Jean-Pierre-Fixte
41. Saint-Maurice-Saint-Germain
42. Saint-Victor-de-Buthon
43. Souancé-au-Perche
44. Le Thieulin
45. Thiron-Gardais
46. Trizay-Coutretot-Saint-Serge
47. Vaupillon
48. Vichères

## Démographie
En 2022, l'arrondissement comptait 34 916 habitants.
| 1968   | 1975   | 1982   | 1990   | 1999   | 2006   | 2011   | 2016   | 2021   |
| ------ | ------ | ------ | ------ | ------ | ------ | ------ | ------ | ------ |
| 35 180 | 36 368 | 35 813 | 35 803 | 36 141 | 37 323 | 37 507 | 36 035 | 34 922 |

| 2022   | - | - | - | - | - | - | - | - |
| ------ | - | - | - | - | - | - | - | - |
| 34 916 | - | - | - | - | - | - | - | - |

## Histoire

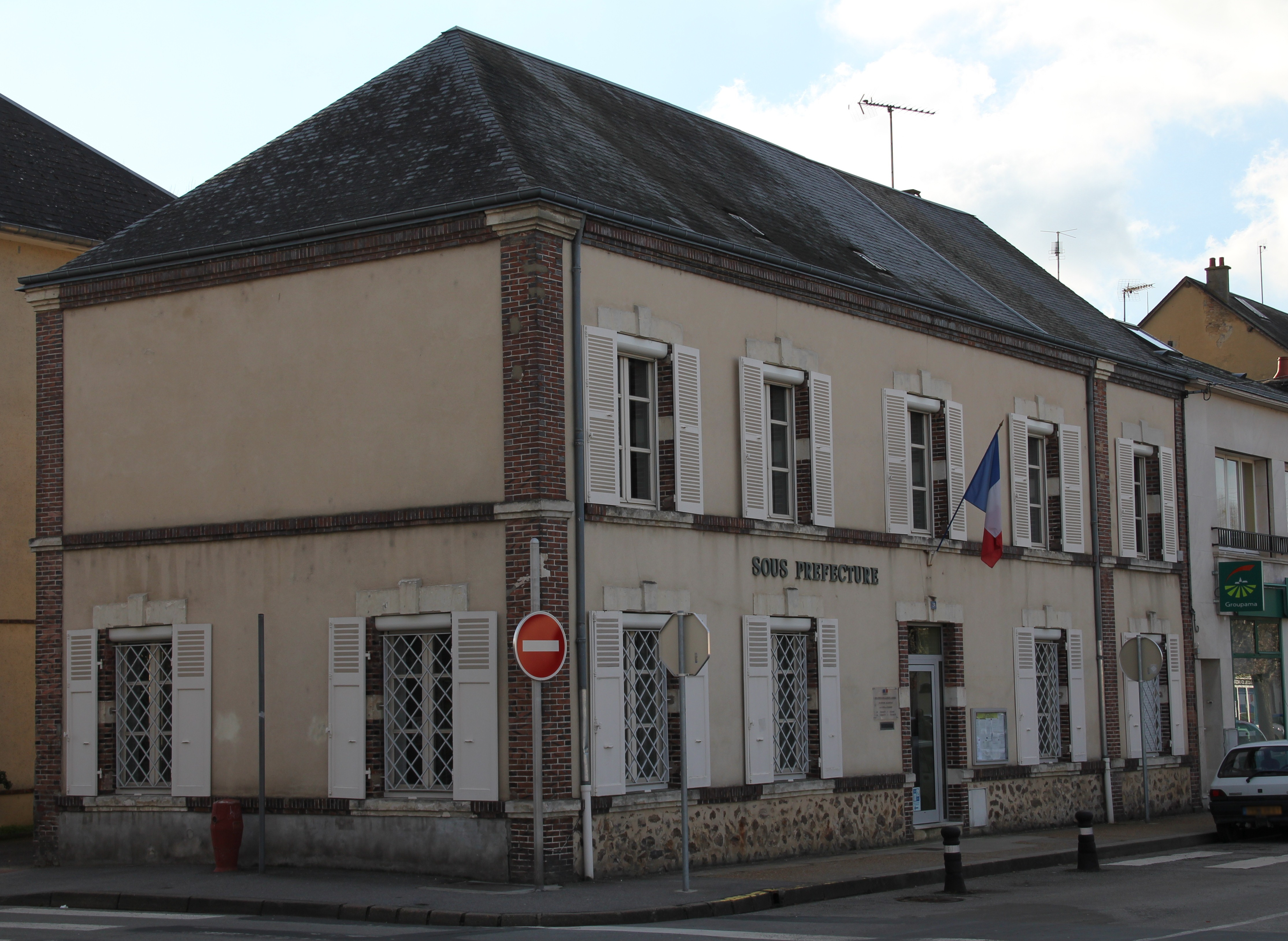
La sous-préfecture de Nogent-le-Rotrou.

L'arrondissement de Nogent-le-Rotrou a été supprimé de 1926 à 1943.

## Sous-préfets
L'arrondissement de Nogent-le-Rotrou a eu comme représentant de l'État, depuis sa création en 1800, les sous-préfets suivants :
| Période         | Période         | Identité                                       | Fonction précédente                                          | Observation                                                   |
| --------------- | --------------- | ---------------------------------------------- | ------------------------------------------------------------ | ------------------------------------------------------------- |
| avant 1814      |                 | Antoine Gaspard Louis, baron Rouillé d'Orfeuil |                                                              | Passe préfet d'Eure-et-Loir                                   |
| 13 août 1990    | 15 juillet 1992 | Étienne Quencez                                | Conseiller de tribunal administratif                         |                                                               |
|                 |                 |                                                |                                                              |                                                               |
| 1994            | 29 août 1996    | Jean-Pierre Berçot                             |                                                              |                                                               |
| 29 août 1996    | 24 mars 1998    | Michel Bernard                                 |                                                              | Nommé secrétaire général de la préfecture des Ardennes        |
| 15 mai 1998     | 1999            | Patrick Dallennes                              |                                                              |                                                               |
|                 |                 |                                                |                                                              |                                                               |
|                 | 3 août 2005     | Kléber Arhoul                                  |                                                              |                                                               |
|                 |                 |                                                |                                                              |                                                               |
|                 | mars 2011       | Anne Laparre-Lacassagne                        |                                                              |                                                               |
| mars 2011       | 4 novembre 2013 | Michèle Bameul.                                |                                                              |                                                               |
| novembre 2013   | 2016            | Franceline Forterre-Chapard                    |                                                              |                                                               |
| 3 juin 2016     | 31 juillet 2018 | Christian Vedelago                             | Conseiller d'administration de l'intérieur et de l'outre-mer | Nommé directeur de cabinet du préfet des Pyrénées-Atlantiques |
| 31 juillet 2018 | 6 octobre 2020  | Cédric Bouet                                   | Conseiller d'administration de l'intérieur et de l'outre-mer |                                                               |
| 30 octobre 2020 |                 | Naaïma Mejani                                  | Administratrice territoriale                                 |                                                               |